# Мушетешть (комуна, Горж)
Мушетешть, Мушетешті (рум. Mușetești) — комуна у повіті Горж в Румунії. До складу комуни входять такі села (дані про населення за 2002 рік):
- Аршень (46 осіб)
- Биркачу (149 осіб)
- Гемань (77 осіб)
- Груй (331 особа)
- Мушетешть (1042 особи) — адміністративний центр комуни
- Стенчешть (393 особи)
- Стенчешть-Ларга (259 осіб)

Комуна розташована на відстані 222 км на захід від Бухареста, 18 км на північний схід від Тиргу-Жіу, 94 км на північ від Крайови.

## Населення
За даними перепису населення 2002 року у комуні проживали 2297 осіб.
Національний склад населення комуни:
| Національність | Кількість осіб | Відсоток |
| -------------- | -------------- | -------- |
| румуни         | 2295           | 99,9%    |
| угорці         | 1              | < 0,1%   |

Рідною мовою назвали:
| Мова      | Кількість осіб | Відсоток |
| --------- | -------------- | -------- |
| румунська | 2295           | 99,9%    |
| угорська  | 1              | < 0,1%   |

Склад населення комуни за віросповіданням:
| Релігія            | Кількість осіб | Відсоток |
| ------------------ | -------------- | -------- |
| православні        | 2293           | 99,8%    |
| римо-католики      | 1              | < 0,1%   |
| мусульмани         | 1              | < 0,1%   |
| бретрени           | 1              | < 0,1%   |
| не вказали релігію | 1              | < 0,1%   |

## Зовнішні посилання
- Дані про комуну Мушетешть на сайті Ghidul Primăriilor [Архівовано 4 липня 2009 у Wayback Machine.]